# ‘Alī Khānī
‘Alī Khānī (persiska: علی خانی, قادر خانی) är en ort i Iran.   Den ligger i provinsen Hormozgan, i den sydöstra delen av landet, 1 100 km sydost om huvudstaden Teheran. ‘Alī Khānī ligger 14 meter över havet och antalet invånare är 542.
Terrängen runt ‘Alī Khānī är platt. Runt ‘Alī Khānī är det ganska glesbefolkat, med 25 invånare per kvadratkilometer. Närmaste större samhälle är Mīnāb, 17,5 km norr om ‘Alī Khānī. Trakten runt ‘Alī Khānī är ofruktbar med lite eller ingen växtlighet.